# Asyndeton
Asyndeton (grekiska asyndetos "ej hopfogad") är en term som används i språksammanhang när man utelämnar sammanbindande ord, konjunktioner, kopula eller andra sammanbindande ord man förväntar sig i normal syntax. Stilistiskt kan detta exempelvis användas för att skapa en stegring eller förstärkning.
Han är bra, hon expert. 
Hon var hyfsad, han excellent.
Ett klassiskt exempel är "Veni, vidi,vici", översatt som Jag kom, jag såg, jag segrade.
Asyndeton kan speciellt synas vid snabba uppräkningar eller hastiga övergångar mellan kategorier och stycken. 
Skogarna är gröna, fälten stora, djuren många, människorna få.